# Peter Sørensen (borgmester)
 Der er flere personer med dette navn, se Peter Sørensen.
Peter Sønderby Westphal Sørensen (født 25. september 1966) er en dansk politiker, der er borgmester i Horsens Kommune, valgt for Socialdemokraterne.
Sørensen, der er født og opvokset i Egebjerg, hvor han bor med sin hustru og parrets døtre, har fra 2001 arbejdet som serviceleder på Regionshospitalet Horsens. Han har tidligere været fagligt aktiv, blandt andet som tillidsrepræsentant og næstformand for hovedsamarbejdsudvalget på Brædstrup Sygehus. I 1990'erne var han desuden medlem af bestyrelsen i FOA's lokalafdeling i Horsens.
Sørensen har siddet i byrådet i Horsens siden 2006. Peter Sørensen blev efter kommunalvalget 2009 valgt til 2. viceborgmester og var desuden formand for børne- og skoleudvalget. Efter Jan Trøjborgs pludselige død 6. maj 2012 blev han af byrådets socialdemokratiske gruppe udpeget som gruppens kandidat til ny borgmester. Han blev officielt valgt til borgmester på et ekstraordinært byrådsmåde den 15. maj 2012. Efter kommunalvalgene i 2013, 2017 og 2021 er Sørensen fortsat som borgmester. 